# Campeonato Cearense 1942
In 1942 werd het 28ste Campeonato Cearense gespeeld voor clubs uit Braziliaanse staat Ceará. De competitie werd georganiseerd door de FCF en werd gespeeld van 12 maart tot 30 augustus. Ceará werd kampioen.

## Eindstand
| Plaats | Club        | Wed. | W  | G | V  | Saldo | Ptn. |
| ------ | ----------- | ---- | -- | - | -- | ----- | ---- |
| 1.     | Ceará       | 15   | 12 | 1 | 2  | 62:23 | 25   |
| 2.     | Ferroviário | 14   | 9  | 1 | 4  | 39:21 | 19   |
| 3.     | Maguari     | 14   | 7  | 0 | 7  | 39:31 | 14   |
| 4.     | América     | 12   | 5  | 0 | 7  | 21:40 | 10   |
| 5.     | Peñarol     | 13   | 3  | 3 | 7  | 22:49 | 9    |
| 6.     | Fortaleza   | 14   | 1  | 3 | 10 | 21:40 | 5    |

|  | Kampioen |

### Kampioen
| Campeonato Cearense de 1942 |
| Ceará                       |
| --------------------------- |
| CEARÁ Kampioen (12° titel)  |